# Vena cólica derecha
La vena cólica derecha es una vena que sigue la distribución de la arteria cólica derecha y que desemboca en la vena mesentérica superior. Drena la sangre procedente del colon ascendente.